# Saucerottia viridigaster
Saucerottia viridigaster là một loài chim trong họ Trochilidae.